# Graham Annable
Graham Annable (1 de junho de 1970) é um cineasta e animador canadense. Foi indicado ao Oscar de melhor filme de animação na edição de 2015 pelo trabalho na obra The Boxtrolls, ao lado de Anthony Stacchi e Travis Knight.

## Filmografia
- The Boxtrolls (2014)

## Prêmios e indicações
- Indicado: Oscar de melhor filme de animação - The Boxtrolls (2014)